# Иоанн (Митропольский)
Епископ Иоанн (в миру Степа́н Гео́ргиевич Митропо́льский; 27 октября [8 ноября] 1836, Калуга — 2 [15] мая 1914, Болдинский Покровский монастырь, близ Астрахани) — епископ Православной российской церкви, в 1889—1910 годы — епископ Аксайский, викарий Донской епархии. Церковный историк.

## Биография
Родился 27 октября (8 ноября) 1836 года в семье пономаря Георгия Иосифовича Митропольского. С 1 сентября 1852 году учился в Калужской духовной семинарии, в 1858 году поступил в Московскую духовную академию. В период обучения 29 августа 1861 года принял монашеский постриг и 25 сентября был рукоположён во иеродиакона; 21 июня 1862 года были хиротонисан во иеромонаха, а 28 сентября того же года получил степень магистра богословия.
Преподавал в Московской духовной академии на кафедре церковной археологии, а затем общей церковной истории; 27 октября 1868 года был возведён в сан архимандрита; 5 июля 1870 года был хиротонисан во епископа на новообразованную Алеутскую и Аляскинскую епархию с центром в городе Ново-Архангельске (в 1872 году кафедра была перенесена в Сан-Франциско). Провёл на кафедре 7 лет. В 1877 году вернулся в Москву и 12 апреля был назначен членом Московской Синодальной конторы.
С 26 марта 1881 года епископ Иоанн был назначен настоятелем московского Симонова монастыря.
12 августа 1889 года назначен епископом Аксайским, викарием Донской епархии. С 26 ноября 1909 по 23 января 1910 года временно управлял Донской епархией.
9 апреля 1910 года по собственному прошению был уволен на покой и назначен управляющим Астраханским Покрово-Болдинским монастырём.
В 1913 году был освобождён от управления монастырём. Скончался 2 (15) мая 1914 года.

## Научная деятельность
Почётный член Казанской (с 1897 года) и Московской (с 1902 года) духовных академий.
Главные труды епископа Иоанна:
- «Из истории религиозных сект в Америке» («Чтения в обществе любителей духовного просвещения», 1875—1878);
- «История вселенских соборов» (Новочеркасск, 1896);
- «Отпадение западной церкви от восточной» (Новочеркасск, 1899).